# Héctor Olivera
Pour le sportif cubain, voir Héctor Olivera (baseball).
Héctor Olivera, né le 5 avril 1931  à Olivos, est un réalisateur et producteur de cinéma argentin.

## Filmographie partielle
Comme réalisateur
- 1974 : La Patagonia rebelde
- 1979 : La nona
- 1981 : Los viernes de la eternidad
- 1983 : Une sale petite guerre (No habrá más penas ni olvido)
- 1985 : Barbarian Queen
- 1986 : La noche de los lápices
- 1993 : El caso María Soledad
- 1994 : Una sombra ya pronto serás
- 2004 : Ay Juancito